# Ray Miron President’s Cup
Ray Miron President's Cup – nagroda przyznawana w każdym sezonie za zwycięstwo w rozgrywkach hokeja na lodzie Central Hockey League. Została nazwana na cześć Raya Mirona.

## Lista zdobywców
- 2013–2014: Allen Americans
- 2012–2013: Allen Americans
- 2011–2012: Fort Wayne Komets
- 2010–2011: Bossier-Shreveport Mudbugs
- 2009–2010: Rapid City Rush
- 2008–2009: Texas Brahmas
- 2007–2008: Arizona Sundogs
- 2006–2007: Colorado Eagles
- 2005–2006: Laredo Bucks
- 2004–2005: Colorado Eagles
- 2003–2004: Laredo Bucks
- 2002–2003: Memphis RiverKings
- 2001–2002: Memphis RiverKings
- 2000–2001: Oklahoma City Blazers
- 1999–2000: Indianapolis Ice
- 1998–1999: Huntsville Channel Cats
- 1997–1998: Columbus Cottonmouths
- 1996–1997: Fort Worth Fire
- 1995–1996: Oklahoma City Blazers
- 1994–1995: Wichita Thunder
- 1993–1994: Wichita Thunder
- 1992–1993: Tulsa Oilers